# Застава Теркса и Кејкоса
Застава острва Туркс и Кајкос је усвојена 7. новембра 1968. године.
Као и заставе других бивших британских колонија, тамноплаве је боје са заставом Уједињеног Краљевства у горњем левом углу, те са грбом острва.
Грб се састоји од жутог штита на којем су шкољка, јастог и кактус.
Цивилна застава је црвене боје.